# Benjamin Insfran
Benjamin Insfran (* 14. April 1972 in Porto Murtinho, Mato Grosso do Sul) ist ein brasilianischer Beachvolleyballspieler.

## Karriere
Bei seinen ersten drei Turnieren der FIVB World Tour belegte Benjamin Insfran jeweils den 33. Platz, 1997 mit Toninho in Fortaleza und 1998 mit Alemão" Guerra in Rio de Janeiro und Vitória. Besser lief es ab 1999 mit dem neuen Partner Márcio Araújo, die beiden gewannen gleich ihr erstes FIVB-C&S-Turnier in Cagliari. Diesem Titel folgten bis 2004 sieben Erfolge bei FIVB-Turnieren und der Gewinn der Bronzemedaille bei den Weltmeisterschaften 2003 in ihrem Heimatland in Rio de Janeiro. Bei den Olympischen Spielen 2004 in Athen erreichten die beiden Brasilianer das Achtelfinale, verloren dort jedoch gegen Paul und Martin Laciga aus der Schweiz.
Die ersten beiden Turniere in 2004 sowie ständig 2005 bis 2006 spielte Benjamin mit Harley Marques zusammen. Ihr bestes Ergebnis war der Gewinn der Goldmedaille beim FIVB Turnier in Montreal 2005, außerdem erreichten die beiden Südamerikaner Silber in Gstaad und Stavanger sowie Bronze in Athen und Acapulco im gleichen Jahr und in Kapstadt beim zweiten gemeinsamen Auftritt. 2006 waren Benjamin und Harley nicht mehr ganz so erfolgreich, lediglich zwei dritte Plätze in Roseto degli Abruzzi und Stavanger standen zu Buche.
In den folgenden Jahren wechselte Insfran häufiger seine Partner, beste Platzierungen waren der erste Rang beim Challenger & Satellite Turnier auf Zypern 2007 mit Bruno de Paula, sowie der dritte Platz bei der World Tour auf Mallorca mit Franco Neto 2008. Im gleichen Jahr gewann Benjamin mit seinem ehemaligen Partner Harley den Wettbewerb in Sanya, 2009 erreichte Benjamin Insfran mit Pedro Salgado den ersten Platz in Stare Jabłonki.

### 2010
Bei der ersten Tourveranstaltung in der Hauptstadt ihres Heimatlandes erreichten Benjamin Insfran und sein neuer Partner Bruno Schmidt das Halbfinale, das sie gegen die Olympiasieger Phil Dalhausser und Todd Rogers verloren. Im Spiel um den dritten Platz sicherten sich die beiden Brasilianer die Bronzemedaille gegen ihre Landsleute Cunha und Tiago. In China belegten Benjamin und Bruno den fünften Platz, jeweils Neunte wurden sie bei den folgenden Turnieren in Rom, Myslowice und Moskau. In Prag scheiterten die beiden Südamerikaner an Alison und Emanuel und belegten im Abschlussklassement den fünften Rang. Nach 17. Plätzen in Stavanger, Klagenfurt und Myslowice, einem Ausscheiden in der Country Quota in der Schweiz sowie zwei weiteren fünften Plätzen in Marseille und Kristiansand und einem siebten Platz in Åland erreichten Benjamin und Bruno ihr bestes Ergebnis beim letzten Turnier des Jahres. In Den Haag konnten sie im Halbfinale die Niederländer Boersma und Spijkers besiegen, das Finale verloren sie gegen die US-Amerikaner Jennings und Wong.

### 2011
In Brasilia belegten Benjamin und Bruno den siebten Platz. Neunte wurden die Brasilianer sowohl bei den Turnieren in Peking und Gstaad als auch bei den Weltmeisterschaften in Rom. Beim letzten gemeinsamen Event erreichten die beiden Südamerikaner ihr bestes Ergebnis des Jahres. In Moskau belegten sie den fünften Platz. Anschließend kehrte Bruno Schmidt zu seinem früheren Partner João Maciel zurück, während Benjamin Insfran seine Karriere mit dem amtierenden Vizeweltmeister Márcio Araújo fortsetzte. Die beiden Brasilianer, die ja auch schon vor mehreren Jahren miteinander angetreten waren, belegten neunte Plätze in Stare Jablonki und Klagenfurt. In Åland erreichten sie durch einen Sieg über Klemperer/Koreng das Halbfinale. Dort besiegten sie zunächst die amtierenden Weltmeister Emanuel/Alison und im Finale die aktuellen Olympiasieger Rogers/Dalhausser und sicherten sich so ihre erste gemeinsame Goldmedaille der Saison.

### 2012
Auf der World Tour 2012 spielte Benjamin Insfran wieder mit Bruno Schmidt.

### 2013
2013 spielte Benjamin Insfran mit seinem Ex-Partner Harley Marques auf der deutschen Smart Beach Tour.